# Río Curaray
Le Río Curaray (aussi appelé Río Ewenguno) est une rivière orientale de l'Équateur et du Pérou et un affluent de l'Amazone.

## Géographie du fleuve
Les abords de la rivière sont le foyer de nombreuses populations de l'Oriente équatorien, notamment des populations autochtones quechua, Huaorani, Arabela et Zápara. Le fleuve lui-même est le foyer d'une faune très riche.